# Phyllophaga dulcis
Phyllophaga dulcis är en skalbaggsart som beskrevs av Bates 1888. Phyllophaga dulcis ingår i släktet Phyllophaga och familjen Melolonthidae. Inga underarter finns listade i Catalogue of Life.